# Andrea Iannone
Pour les articles homonymes, voir Iannone.
Andrea Iannone (né le 9 août 1989 à Vasto, dans la province de Chieti, dans la région des Abruzzes) est un pilote de vitesse moto italien. Fer de lance de Ducati, il est surnommé The Maniac Joe en référence à son style de conduite agressif et passionné.
Pour la saison 2019, le pilote italien signe avec le team Gresini et roule sur une Aprilia RS-GP aux côtés de l'Espagnol Aleix Espargaro. 
Après le Grand Prix de Malaisie 2019, il est contrôlé positif à un test antidopage. Quelques mois plus tard lors du passage au tribunal, Andrea Iannone est suspendu 4 ans par le tribunal arbitral du sport.

## Biographie

### Les Débuts
Andrea Iannone commence sa carrière au niveau national en Italie et en Espagne puis rejoint la catégorie 125 cm3 des Grands Prix en 2005. Il remporte sa première victoire, en Chine, en 2008, et figure régulièrement dans le Top 10. Le jeune Italien progresse de nouveau l'année suivante et passe à la septième place du classement général avec trois victoires et un autre podium. En 2010, Iannone rejoint la catégorie intermédiaire pour la première saison du Moto2 et manque le titre de vice-Champion, concédé à Julián Simón, de seulement deux points. Parmi les favoris au titre en 2011, il finit de nouveau troisième, sur la Suter du team Speed Master, mais décide de rester en Moto2 en 2012 pour tenter une nouvelle fois de remporter le titre mondial. Pas suffisamment régulier, il ne peut pas viser le titre mais obtient un guidon de la Ducati Desmosedici chez Pramac Racing pour faire ses débuts en MotoGP

### 2013: début en MotoGP avec Pramac
Il entre en 2013 en catégorie reine MotoGP au guidon de la Ducati Pramac. Il termine la saison à la douzième place avec cinq top-dix. Son meilleur résultat fut une huitième place au Grand Prix d'Australie à Phillip Island, mais la deuxième partie de sa saison fut affectée par une blessure à l'épaule subie lors des essais libres du Grand Prix d'Allemagne.

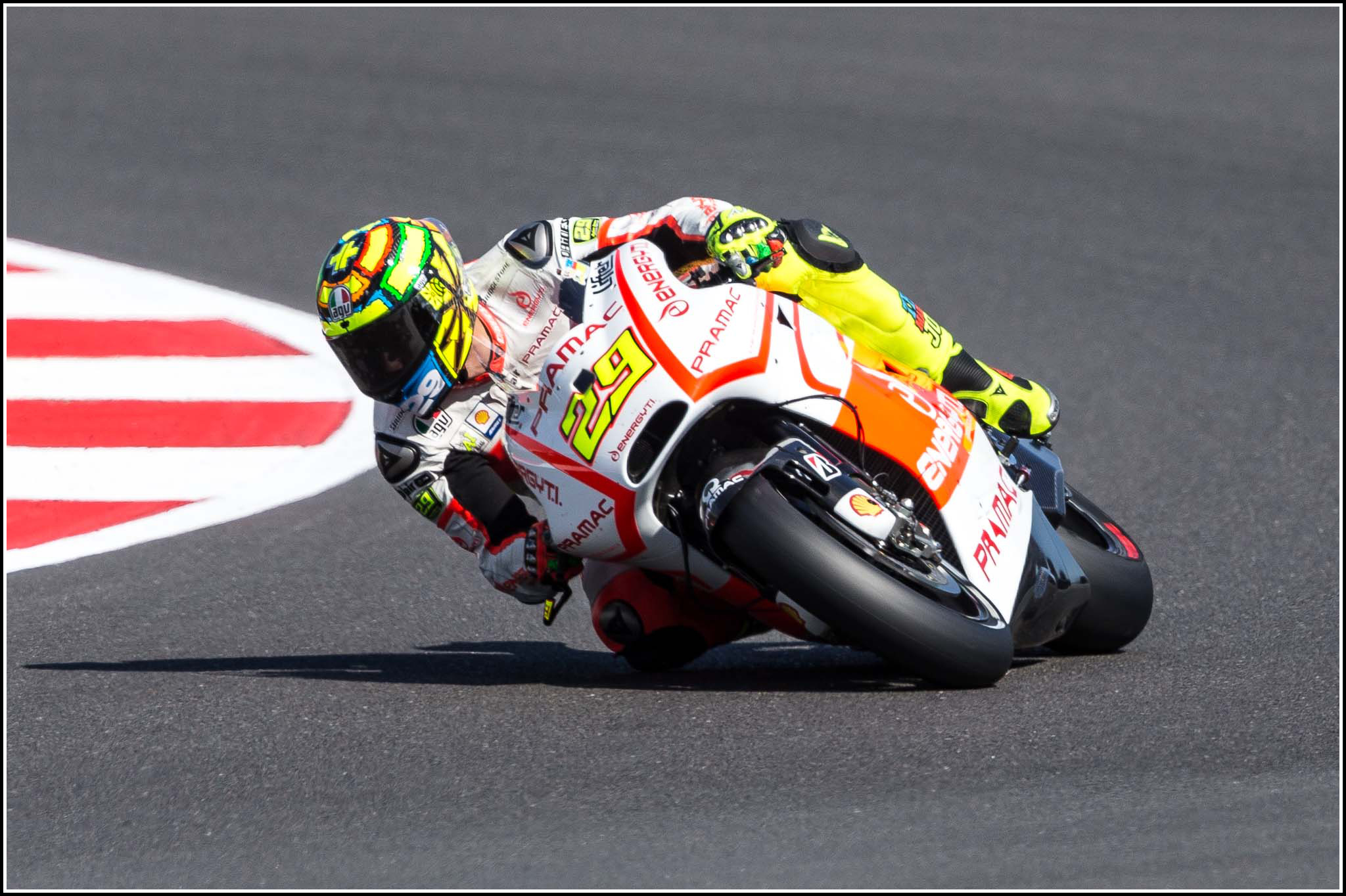
Andrea Iannone au guidon de sa Ducati Pramac au Grand Prix de Grande-Bretagne 2013.

Il continue chez Pramac en 2014 pour piloter la toute nouvelle Ducati Open aux côtés de Yonny Hernández et se fait remarquer en se qualifiant en première ligne à plusieurs reprises. Même s'il finira la saison à la dixième place, il double presque ses points et ne descend jamais en deçà de la dixième place, finissant même trois courses en cinquième position.

### 2015-2016: arrivée chez Ducati, première victoire en MotoGP
En août 2015, le team officiel Ducati annonce qu'il rejoindra son compatriote Andrea Dovizioso et remplacera donc Cal Crutchlow. Iannone réalisa son premier podium en MotoGP en terminant troisième au Qatar. Ce n'est qu'un début. À Austin, il termine à la cinquième place, derrière Jorge Lorenzo, et a également enregistré le premier tour le plus rapide de sa carrière MotoGP. Argentine, Andrea Iannone était en course pour un deuxième podium en Argentine, mais a été dépassé dans le dernier tour par Cal Crutchlow,  il finira quatrième. À Phillip Island, le pilote a été impliqué dans une bataille à quatre voies longues pour la première place avec trois anciens champions du monde Lorenzo, Marc Márquez, et Valentino Rossi. Il termina troisième après avoir dépassé Rossi dans le dernier tour. Ses performances l'amenèrent directement à la cinquième place du championnat avec presque 200 points. 
Au Qatar 2016, Iannone démarre sur les chapeaux de roues mais part à la faute et chute. Sa première partie de la saison est catastrophique, il chutera également en Argentine, en France, et à Barcelone. Après le Grand Prix d'Assen (Pays-Bas) il n'engrange que 52 points, en lieu et place de ses 106 points en 2015. Souvent parti à la faute, Iannone est même puni par la Direction de course et a dû s'élancer de la dernière place au Grand Prix d'Assen, à la suite de son freinage tardif, envoyant valser avec lui Jorge Lorenzo en Catalogne. De plus, Andrea perd sa place chez Ducati avec l'annonce de la titularisation de Lorenzo pour 2017 et 2018 à sa place, ses employeurs ayant préféré conserver Dovizioso pour épauler l'Espagnol. 

### 2017-2018: transfert chez Suzuki
Le 19 mai 2016, Andrea Iannone est confirmé chez Suzuki pour la saison 2017 et 2018. Il remporte, néanmoins le GP d'Autriche 2016 devant son coéquipier Andrea Dovisiozo; il monte également à trois reprises sur le podium (Amériques, Italie et Valence).  

### 2019: arrivée chez Aprilia
Pour la saison 2019, il signe dans le team Gresini et pilote une Aprilia RS-GP en compagnie d'Aleix Espargaró après avoir passé deux saisons dans le team Suzuki Ecstar en compagnie de l'Espagnol Alex Rins.

#### Suspensions
Le 17 décembre 2019, Andrea Iannone se fait suspendre provisoirement par la FIM  pour dopage au Grand Prix de Malaisie 2019. Il est le premier pilote depuis Anthony West, en 2012, à être sanctionné. Le 10 novembre 2020, le Tribunal Arbitral du Sport à Lausanne confirme la suspension et la porte à 4 années.

### 2024: reprise de la compétition en Superbike avec Ducati
En octobre 2023, le retour à la compétition de Iannone est annoncé. Il s'effectue en Superbike au sein de l'écurie GoEleven de Ducati. Le 28 octobre 2024, il est annoncé au départ du Grand Prix de Malaisie en remplacement de Fabio Di Giannantonio, absent afin de se faire opérer de l'épaule gauche.

## Résultats en championnats

### Par saisons

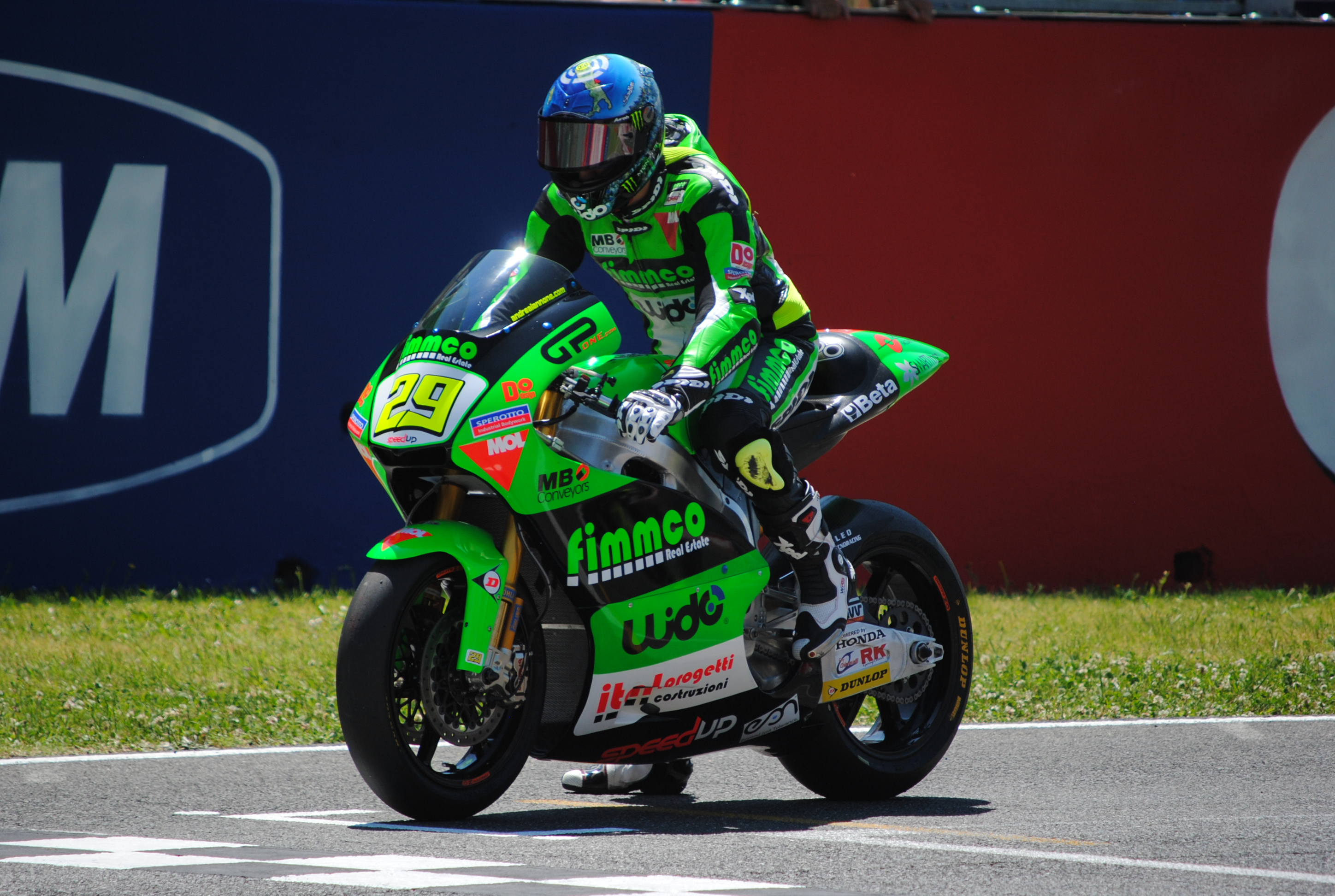
Andrea Iannone au départ du Grand Prix d'Italie 2010 au Mugello.

(Mise à jour après le  Grand Prix Moto du Qatar 2021)
| Année | Catégorie | Moto     | GP  | Victoires | Podiums | Poles | M.tour | Points | Position |
| ----- | --------- | -------- | --- | --------- | ------- | ----- | ------ | ------ | -------- |
| 2005  | 125 cm3   | Aprilia  | 16  | 0         | 0       | 0     | 0      | 20     | 20e      |
| 2006  | 125 cm3   | Aprilia  | 11  | 0         | 0       | 0     | 0      | 15     | 22e      |
| 2007  | 125 cm3   | Aprilia  | 17  | 0         | 0       | 0     | 0      | 26     | 20e      |
| 2008  | 125 cm3   | Aprilia  | 17  | 1         | 1       | 1     | 0      | 106    | 10e      |
| 2009  | 125 cm3   | Aprilia  | 16  | 3         | 4       | 2     | 1      | 125,5  | 7e       |
| 2010  | Moto2     | Speed Up | 17  | 3         | 8       | 5     | 6      | 199    | 3e       |
| 2011  | Moto2     | Suter    | 17  | 3         | 6       | 0     | 7      | 177    | 3e       |
| 2012  | Moto2     | Speed Up | 17  | 2         | 5       | 0     | 0      | 193    | 3e       |
| 2013  | MotoGP    | Ducati   | 16  | 0         | 0       | 0     | 0      | 57     | 12e      |
| 2014  | MotoGP    | Ducati   | 17  | 0         | 0       | 0     | 0      | 102    | 10e      |
| 2015  | MotoGP    | Ducati   | 18  | 0         | 3       | 1     | 1      | 188    | 5e       |
| 2016  | MotoGP    | Ducati   | 14  | 1         | 4       | 1     | 2      | 112    | 9e       |
| 2017  | MotoGP    | Suzuki   | 18  | 0         | 0       | 0     | 0      | 70     | 13e      |
| 2018  | MotoGP    | Suzuki   | 18  | 0         | 4       | 0     | 0      | 60     | 10e      |
| 2019  | MotoGP    | Aprilia  | 17  | 0         | 0       | 0     | 0      | 43     | 16e      |
| Total |           |          | 246 | 13        | 35      | 10    | 17     | 1567,5 | 0 titre  |

- *Saison en cours

### Statistiques par catégorie
(Mise à jour après le  Grand Prix Moto du Qatar 2021)
| Catégorie | Année     | 1er GP   | 1er Podium | 1re Victoire | Courses | Victoires | Podiums | Pole | M.tours¹ | Points | Titres |
| --------- | --------- | -------- | ---------- | ------------ | ------- | --------- | ------- | ---- | -------- | ------ | ------ |
| 125 cm3   | 2005-2009 | ESP 2005 | CHN 2008   | CHN 2008     | 77      | 4         | 5       | 3    | 1        | 292,5  | 0      |
| Moto2     | 2010-2012 | QAT 2010 | ITA 2010   | ITA 2010     | 51      | 8         | 19      | 5    | 13       | 569    | 0      |
| MotoGP    | 2013-2019 | QAT 2013 | QAT 2015   | AUT 2016     | 89      | 1         | 11      | 2    | 3        | 589    | 0      |
| Total     | 2005-2019 |          |            |              | 246     | 13        | 35      | 10   | 17       | 1567.5 | 0      |

### Résultats détaillés
| Année | Cat.    | Moto     | 1       | 2       | 3       | 4       | 5       | 6       | 7       | 8       | 9       | 10      | 11      | 12      | 13      | 14      | 15      | 16      | 17      | 18      | 19      | Classement | Points |
| ----- | ------- | -------- | ------- | ------- | ------- | ------- | ------- | ------- | ------- | ------- | ------- | ------- | ------- | ------- | ------- | ------- | ------- | ------- | ------- | ------- | ------- | ---------- | ------ |
| 2005  | 125 cm3 | Aprilia  | SPA 21  | POR 26  | CHN 18  | FRA 23  | ITA 16  | CAT 11  | NED 26  | GBR Ab. | GER Ab. | CZE 11  | JPN 13  | MAL 18  | QAT 19  | AUS Ab. | TUR 10  | VAL 15  |         |         |         | 20e        | 20     |
| 2006  | 125 cm3 | Aprilia  | SPA 15  | QAT 13  | TUR 15  | CHN 13  | FRA 9   | ITA DSQ | CAT 17  | NED Ab. | GBR 17  | GER 24  | CZE -   | MAL Ab. | AUS -   | JPN -   | POR -   | VAL -   |         |         |         | 22e        | 15     |
| 2007  | 125 cm3 | Aprilia  | QAT 15  | SPA 12  | TUR 9   | CHN 11  | FRA Ab. | ITA Ab. | CAT 17  | GBR 15  | NED 20  | GER 24  | CZE Ab. | RSM 14  | POR 18  | JPN 10  | AUS 20  | MAL 18  | VAL 20  |         |         | 20e        | 26     |
| 2008  | 125 cm3 | Aprilia  | QAT 14  | SPA 18  | POR 11  | CHN 1   | FRA 5   | ITA 12  | CAT Ab. | GBR Ab. | NED 8   | GER 11  | CZE 9   | RSM 6   | IND Ab. | JPN Ab. | AUS 4   | MAL 10  | VAL 6   |         |         | 10e        | 106    |
| 2009  | 125 cm3 | Aprilia  | QAT 1   | JPN 1   | SPA 19  | FRA 7   | ITA Ab. | CAT 1   | NED 4   | GER 7   | GBR Ab. | CZE 3   | IND Ab. | RSM Ab. | POR Ab. | AUS 8   | MAL 8   | VAL Ab. |         |         |         | 7e         | 125    |
| 2010  | Moto2   | Speed Up | QAT 19  | SPA Ab. | FRA 4   | ITA 1   | GBR 12  | NED 1   | CAT 13  | GER 2   | CZE 3   | IND 4   | RSM Ab. | ARA 1   | JPN 13  | MAL 3   | AUS 3   | POR 21  | VAL 2   |         |         | 3e         | 199    |
| 2011  | Moto2   | Suter    | QAT 2   | SPA 1   | POR 13  | FRA Ab. | CAT 15  | GBR 16  | NED 12  | ITA 5   | GER 14  | CZE 1   | IND 11  | RSM 3   | ARA 2   | JPN 1   | AUS 8   | MAL 9   | VAL 11  |         |         | 3e         | 177    |
| 2012  | Moto2   | Speed Up | QAT 2   | SPA 14  | POR 5   | FRA 4   | CAT 1   | GBR 4   | NED 2   | GER 16  | ITA 1   | IND 9   | CZE 4   | RSM 3   | ARA 4   | JPN 17  | MAL 5   | AUS Ab. | VAL 11  |         |         | 3e         | 193    |
| 2013  | MotoGP  | Ducati   | QAT 9   | AME 10  | SPA Ab. | FRA 11  | ITA 13  | CAT Ab. | NED 13  | GER DNS | USA     | IND 11  | CZE 9   | GBR 11  | RSM Ab. | ARA 10  | MAL Ab. | AUS 8   | JPN 14  | VAL Ab. |         | 12e        | 57     |
| 2014  | MotoGP  | Ducati   | QAT 10  | AME 7   | ARG 6   | SPA Ab. | FRA Ab. | ITA 7   | CAT 9   | NED 6   | GER 5   | IND Ab. | CZE 5   | GBR 8   | RSM 5   | ARA Ab. | JPN 6   | AUS Ab. | MAL DNS | VAL 22  |         | 10e        | 102    |
| 2015  | MotoGP  | Ducati   | QAT 3   | AME 5   | ARG 4   | SPA 6   | FRA 5   | ITA 2   | CAT 4   | NED 4   | GER 5   | IND 5   | CZE 4   | GBR 8   | RSM 7   | ARA 4   | JPN Ab. | AUS 3   | MAL Ab. | VAL Ab. |         | 5e         | 188    |
| 2016  | MotoGP  | Ducati   | QAT Ab. | ARG Ab. | AME 3   | SPA 7   | FRA Ab. | ITA 3   | CAT Ab. | NED 5   | GER 5   | AUT 1   | CZE 8   | GBR Ab. | RSM DNS | ARA WD  | JPN     | AUS     | MAL Ab. | VAL 3   |         | 9e         | 112    |
| 2017  | MotoGP  | Suzuki   | QAT Ab. | ARG 16  | AME 7   | SPA Ab. | FRA 10  | ITA 10  | CAT 16  | NED 9   | GER Ab. | CZE 19  | AUT 11  | GBR Ab. | RSM Ab. | ARA 12  | JPN 4   | AUS 6   | MAL 17  | VAL 6   |         | 13e        | 70     |
| 2018  | MotoGP  | Suzuki   | QAT 9   | ARG 8   | AME 3   | SPA 3   | FRA Ab. | ITA 4   | CAT 10  | NED 11  | GER 12  | CZE 10  | AUT 13  | GBR C   | RSM 8   | ARA 3   | THA 11  | JPN Ab. | AUS 2   | MAL Ab. | VAL Ab. | 10e        | 133    |
| 2019  | MotoGP  | Aprilia  | QAT 14  | ARG 17  | AME 12  | SPA DNS | FRA Ab. | ITA 15  | CAT 11  | NED 10  | GER 13  | CZE 17  | AUT 16  | GBR 10  | RSM DNS | ARA 11  | THA 15  | JPN Ab. | AUS 6   | MAL DSQ | VAL DSQ | 16e        | 43     |

## Palmarès

### Victoires en 125 cm³: 4
| Année | Lieu du Grand Prix           | Circuit                           | Ville     |
| ----- | ---------------------------- | --------------------------------- | --------- |
| 2008  | Grand Prix moto de Chine     | Circuit international de Shanghai | Shanghai  |
| 2009  | Grand Prix moto du Qatar     | Circuit international de Losail   | Doha      |
| 2009  | Grand Prix moto du Japon     | Circuit de Motegi                 | Motegi    |
| 2009  | Grand Prix moto de Catalogne | Circuit de Catalogne              | Barcelone |

### Victoires en Moto2: 8
| Année | Lieu du Grand Prix                    | Circuit                    | Ville                |
| ----- | ------------------------------------- | -------------------------- | -------------------- |
| 2010  | Grand Prix moto d'Italie              | Circuit du Mugello         | Florence             |
| 2010  | Grand Prix moto des Pays-Bas          | TT Circuit Assen           | Assen                |
| 2010  | Grand Prix moto d'Aragon              | Circuit Motorland Aragon   | Alcañiz              |
| 2011  | Grand Prix moto d'Espagne             | Circuit permanent de Jerez | Jerez de la Frontera |
| 2011  | Grand Prix moto de République tchèque | Circuit de Masaryk         | Brno                 |
| 2011  | Grand Prix moto du Japon              | Circuit de Motegi          | Motegi               |
| 2012  | Grand Prix moto de Catalogne          | Circuit de Catalogne       | Barcelone            |
| 2012  | Grand Prix moto d'Italie              | Circuit du Mugello         | Florence             |

### Victoire en MotoGP: 1
| Année | Lieu du Grand Prix         | Circuit              | Ville     |
| ----- | -------------------------- | -------------------- | --------- |
| 2016  | Grand Prix moto d'Autriche | Circuit de Spielberg | Spielberg |